# Glaciar San Quintín

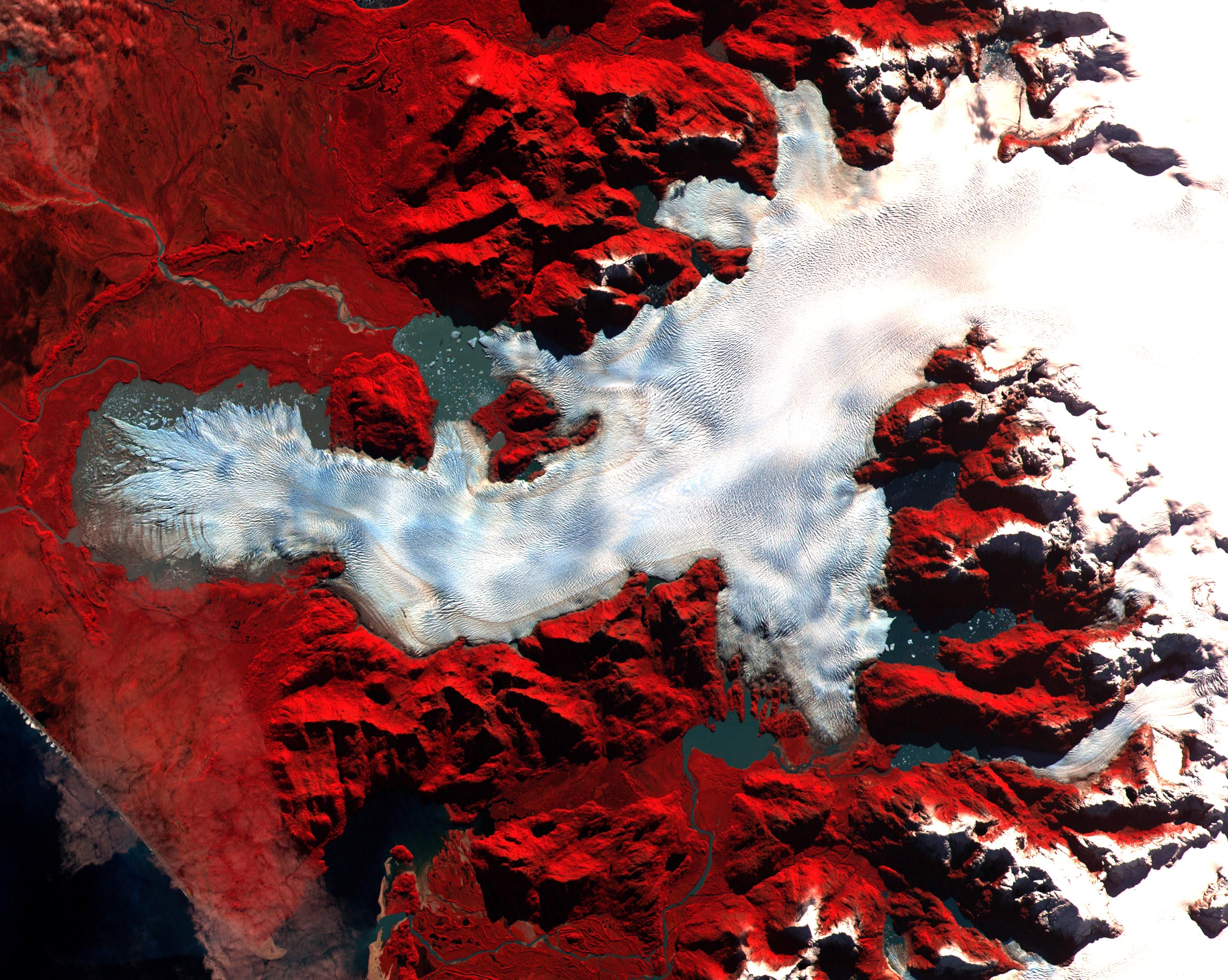
Imagen satelital del glaciar

El glaciar San Quintín, también llamado San Tadeo, es el mayor de todos los glaciares que se desprenden desde Campos de Hielo Norte, en el Parque Nacional Laguna San Rafael. Fluye hacia el oeste donde su frente forma un lóbulo (pie expandido), el cual sale de la montaña y forma un semi ciclo a la manera de un gran cono de deyección en el Istmo de Ofqui, que comunica la península de Taitao con el continente. Su frente se encuentra a 20 kilómetros al suroeste del glaciar San Rafael y a 100 kilómetros al este de la península Tres Montes, separado de ésta por medio del golfo de Penas.

## Historia

El glaciar San Rafael, en primer plano, y detrás el San Quintín, muestras el cambio en el intervalo de alrededor de 1990-2000.Ambos glaciares gigantes han estado retrocediendo rápidamente en los últimos años (BBC story).

El primer registro del glaciar se obtuvo el año 1834, cuando fue visitado por Charles Darwin en su viaje a bordo del Beagle. Posteriormente, en 1921, la zona fue mapeada por Reichert durante su travesía por el Campo de Hielo Norte. Como es normal en la mayoría de los glaciares del planeta, el San Quintín se encontraba en retroceso, sin embargo, a comienzos de la década de los 90 experimentó un avance que se mantuvo hasta el año 1993. A partir de esa fecha, el Glaciar San Quintín ha experimentado una importante pérdida de masa con el consiguiente colapso de parte de su frente principal, que alimenta a un lago proglacial formado por el retroceso de éste. Este hecho fue confirmado en una nueva medición realizada en el año 2002.